# Nikaia II
Pour les articles homonymes, voir Nikaia.
Nikaia II (en grec ancien Νικαία / Nikaia) est la première des quatre épouses de Démétrios II, roi de Macédoine. Ce mariage offre aux Macédoniens la possession de Corinthe.

## Biographie
Nikaia, dont l'origine est inconnue, épouse d'abord Alexandre, gouverneur d'Eubée et tyran de Corinthe sous le règne d'Antigone II Gonatas. Après la mort d'Alexandre, qui aurait été empoisonné sur ordre du souverain macédonien, elle conserve la possession de cette cité dont la situation est stratégique. Vers 245 av. J.-C., Antigone lui offre d'épouser son fils Démétrios (qui doit donc répudier Stratonice) et profite des festivités nuptiales pour attaquer l'Acrocorinthe encore sous contrôle des troupes d'Alexandre. L'épisode est narré de façon romanesque (et donc suspecte) par Plutarque qui écrit notamment que Nikaia a été séduite par la perspective de devenir reine de Macédoine ; aucune autre source antique n'atteste que le mariage a été finalement célébré. 
Elle est probablement la même Nikaia que celle mentionnée dans la Souda (s.v. Euphorion) comme protectrice du poète Euphorion de Chalcis, bien que le compilateur désigne son époux comme étant le souverain d'Eubée.
- Édouard Will, Histoire politique du monde hellénistique 323-30 av. J.-C., Paris, Seuil, coll. « Points Histoire », 2003 (ISBN 2-02-060387-X).